# Nové Osinalice
Nové Osinalice jsou malá vesnice a část obce Medonosy v okrese Mělník ve Středočeském kraji. Nachází se dva kilometry jihovýchodně od Medonos. Zástavba vsi s cennými příklady lidové architektury je od roku 1995 chráněna jako vesnická památková rezervace. Větší část Nových Osinalic spadá do katastrálního území Osinalice, severní okraj do katastrálního území Medonosy. Území Nových Osinalic je složeno z dílů základních sídelních jednotek o výměře 1,719 km².

## Historie

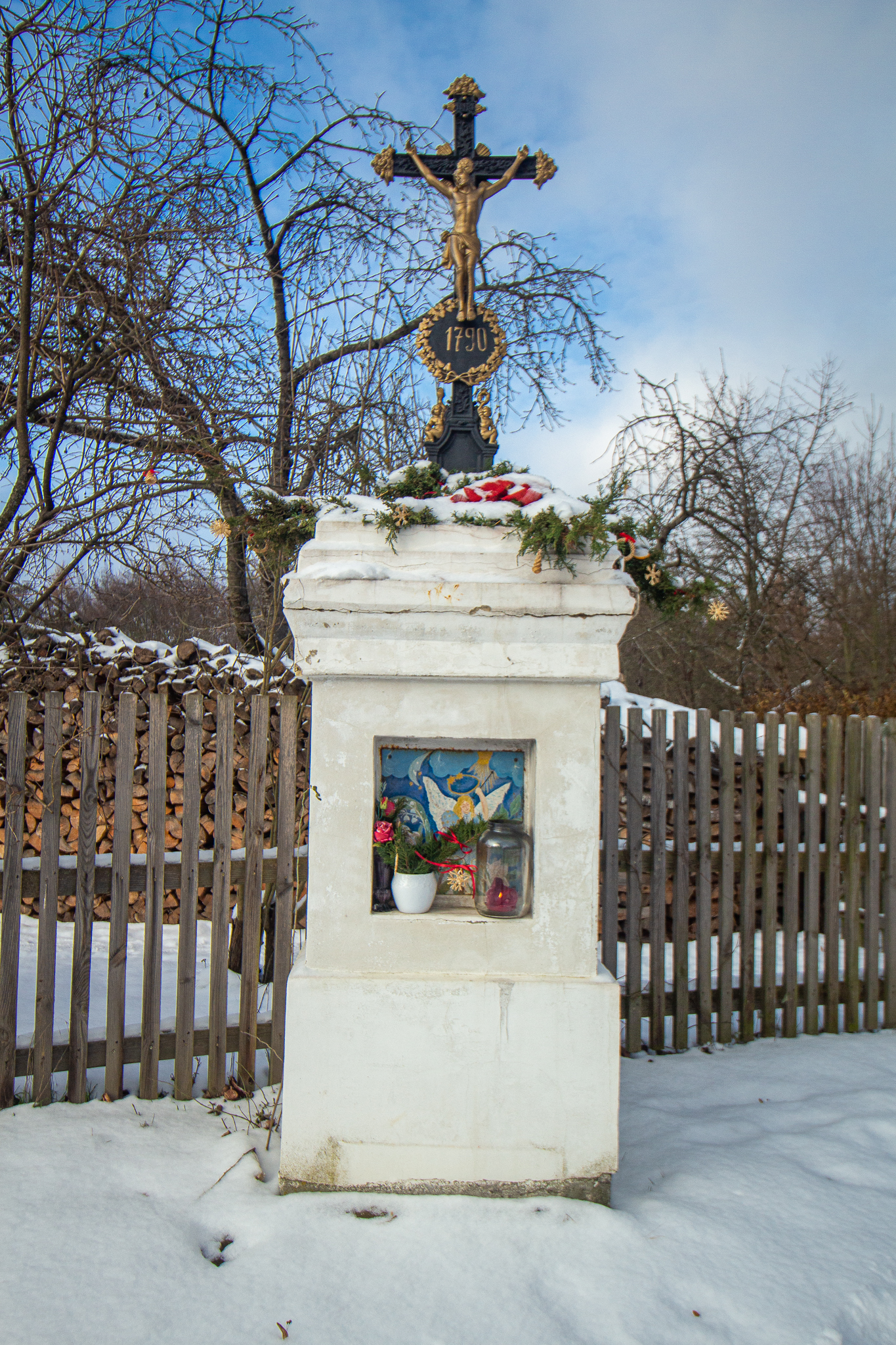
Křížek s letopočtem 1790 na severním okraji obce

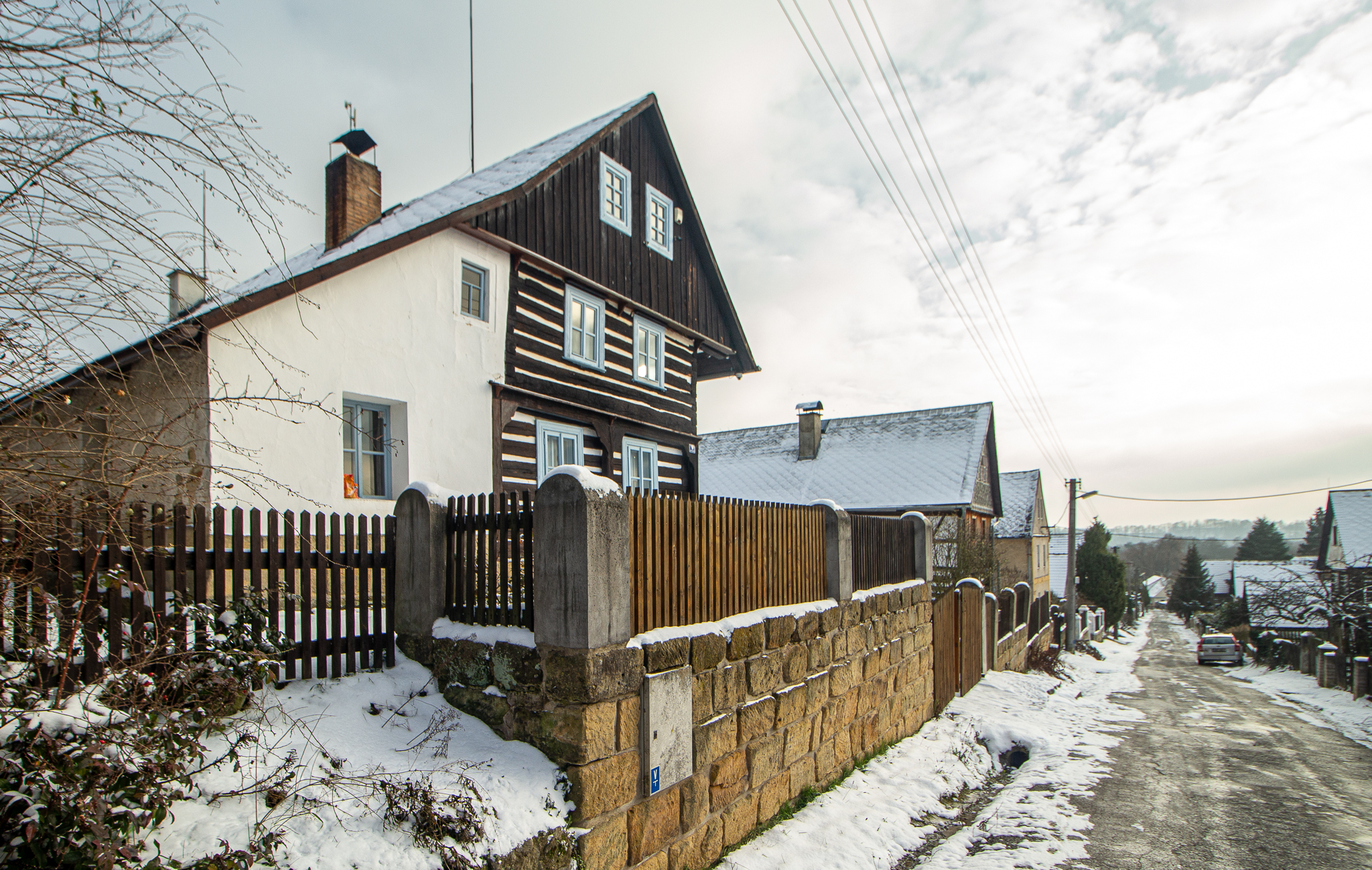
Roubená stavení v obci

První písemná zmínka o vesnici pochází z roku 1790.

## Obyvatelstvo
Při sčítání lidu v roce 1921 ve vsi žilo 113 obyvatel (z toho 58 mužů) německé národnosti a římskokatolického vyznání. Podle sčítání lidu z roku 1930 měla vesnice 98 obyvatel s nezměněnou národnostní a náboženskou strukturou.
| Rok            | 1869 | 1880 | 1890 | 1900 | 1910 | 1921 | 1930 | 1950 | 1961 | 1970 | 1980 | 1991 | 2001 | 2011 | 2021 |
| -------------- | ---- | ---- | ---- | ---- | ---- | ---- | ---- | ---- | ---- | ---- | ---- | ---- | ---- | ---- | ---- |
| Počet obyvatel | 155  | 132  | 102  | 107  | 110  | 113  | 98   | 42   | 0    | 0    | 0    | 0    | 7    | 9    | 13   |
| Počet domů     | 23   | 23   | 23   | 23   | 23   | 23   | 22   | 20   | 0    | 0    | 0    | 0    | 24   | 20   | 20   |

## Popis
Vesnice leží 320 metrů a osm kilometrů severně od Želíz. Je obklopená lesy a stržemi s pískovcovými skalami. Vede do ní slepá asi jeden kilometr dlouhá místní komunikace ze silnice III/25935, na níž je u místa odbočení autobusová zastávka, v níž zastavují dva autobusy linky PID 691 v pracovní den, oba ve stejném směru z Medonos do Vidimi (stav 2024). Celou vesnicí podélně prochází zeleně značená turistická trasa z Rače na Tupadly a dále; podél této cesty severně i jižně od vesnice jsou rozmístěny bunkry na linii československého opevnění ze třicátých let 20. století. 
Jde o typickou ulicovou vesnici. Většina vesnice spadá do katastrálního území Osinalice, pouze čtyři usedlosti severně od tohoto rozcestí, u obou cest, do nichž se ulice na konci rozděluje, patří ke katastrálnímu území Medonosy. Ve vesnici se nachází soubor lidových staveb z konce 18. století ležící na okraji skalního města Kokořínska. Zastoupeny jsou jak chalupy roubené, tak hrázděné i zděné.  Většina chalup je obývána rekreanty. 
Na rozcestí asi čtvrt kilometru jižně od vesnice, nedaleko zákruty příjezdové komunikace, roste památná lípa, která však již těsně spadá na území Chudolaz. 

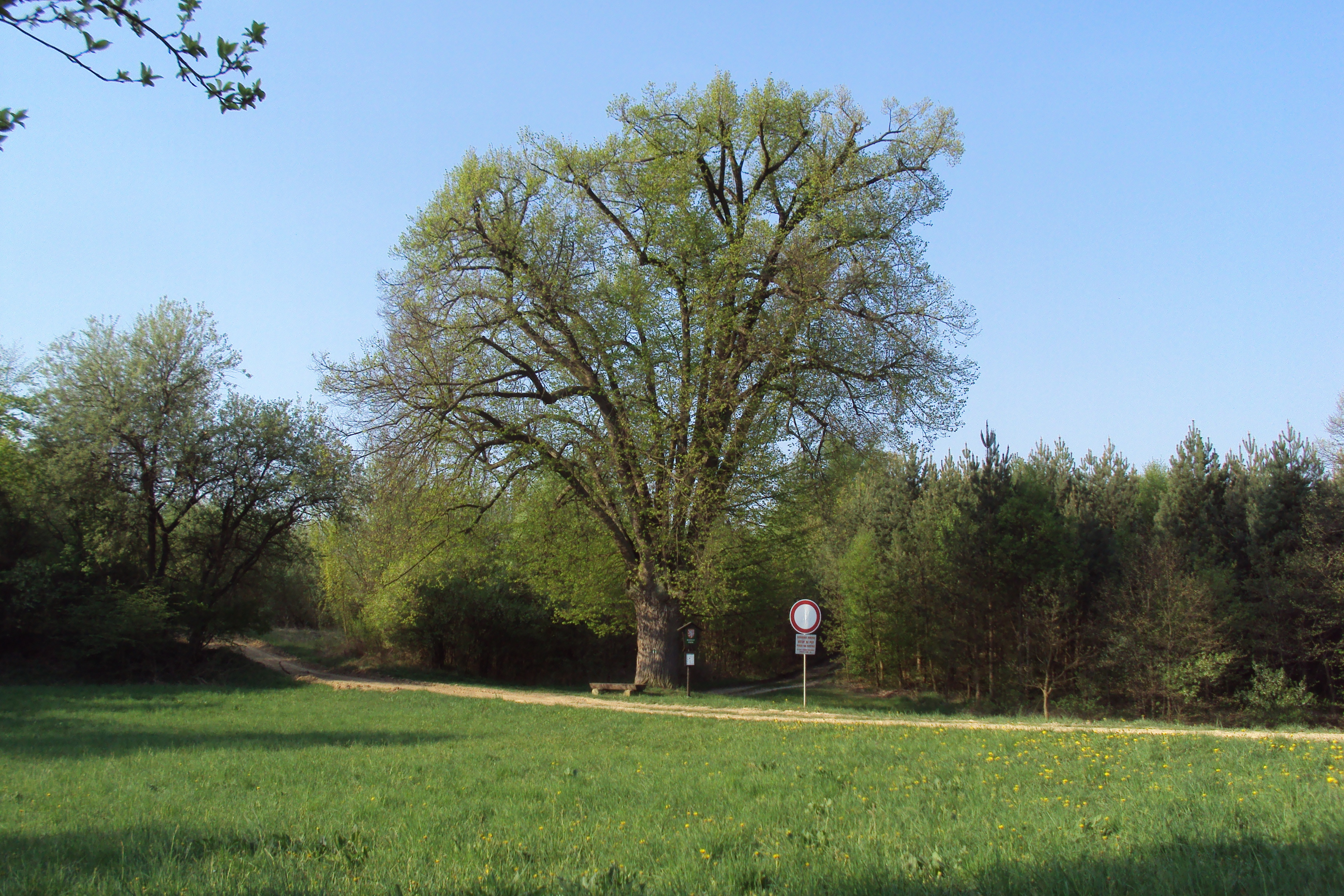
Památná lípa

## Obecní správa
Při sčítání lidu v letech 1850–1960 Nové Osinalice byly osadou obce Osinalice, se kterým patřily nejprve do okresu Dubá, ale v roce 1950 v okrese Doksy a od roku 1960 v okrese Mělník. V následujícím období byla osada úředně zrušena a jako část obce Medonosy byla obnovena 1. února 2001 v okrese Mělník.